# 趙暕
趙暕（1466年—？），字明夫，浙江宁波府慈溪县人，民籍，明朝政治人物。

## 生平
浙江鄉試第六十一名舉人。弘治十二年（1499年）中式己未科會試第一百二十三名，二甲六十五名進士。

## 家族
曾祖趙德先，医学训科；祖趙晟，医学训科；父趙勝。母馮氏。慈侍下。兄暘。弟時。